# 乔斌
乔斌（1992年11月17日—），湖南湘潭人，中国男子羽毛球运动员。

## 簡歷
乔斌自小就被家人送往业余体校练习羽毛球，至小学毕业便离开家乡湘潭，前往长沙的省体校，接受更正規的訓練。然而，由於体校人才济济，教练通知他的父母，乔斌入选省队的機會不大，著他們另謀出路。結果几经周折，他才被安排去到北京队繼續訓練。
2006年，乔斌在一次国家少年队的调赛中表現出色，顺利进入了国家少年队的大名单。在国少队期間，他在教练田俊宁的指導下得到很大的进步，更在全国少年羽毛球赛中，贏得男单亞軍。两年后，他順利升入国家青年队，但卻未能通過年底進行的二队调赛。
2010年，乔斌首次出戰國際大賽，獲派參加中国羽毛球大师赛男單比賽，在第二轮以0比2負於隊友鲍春来出局。
2015年7月，乔斌代表中国（中国科学技术大学）出戰韓國光州市舉行的世界大學生運動會羽毛球比賽，贏得混合團體銀牌。
2019年11月15日，微博官方宣布与前中国羽毛球国家选手李雪芮领证结婚。退役後，於北京隊任教。

## 主要比賽成績
只列出曾進入準決賽的國際賽事成績：
| 年份   | 賽事                     | 公開賽級別 | 項目     | 成績              |
| ------ | ------------------------ | ---------- | -------- | ----------------- |
| 2013年 | 德國羽毛球黃金大獎賽     | 黃金大獎賽 | 男子單打 | 準決賽            |
| 2015年 | 中國羽毛球國際挑戰賽     | 國際挑戰賽 | 男子單打 | 冠軍              |
| 2015年 | 紐西蘭羽毛球黃金大獎賽   | 黃金大獎賽 | 男子單打 | 亞軍              |
| 2015年 | 世界大學運動會羽毛球比賽 | 其他       | 混合團體 | 銀牌 （取消資格） |
| 2016年 | 中華台北羽球公開賽       | 黃金大獎賽 | 男子單打 | 亞軍              |
| 2016年 | 韓國羽毛球超級賽         | 超級賽     | 男子單打 | 冠軍              |
| 2017年 | 亞洲羽毛球混合團體錦標賽 | 其他       | 混合團體 | 季軍              |
| 2017年 | 中國羽毛球大師賽         | 黃金大獎賽 | 男子單打 | 亞軍              |
| 2018年 | 印度羽毛球公開賽         | 超級500賽  | 男子單打 | 準決賽            |
| 2018年 | 亞洲羽毛球團體錦標賽     | 其他       | 男子團體 | 亞軍              |
| 2018年 | 湯姆斯盃                 | 其他       | 男子團體 | 冠軍              |
| 2018年 | 新加坡羽毛球公開賽       | 超級500賽  | 男子單打 | 準決賽            |
| 2018年 | 亞洲運動會羽毛球比賽     | 其他       | 男子團體 | 金牌              |

| 2007-2017年 | 首要超級賽 | 超級賽 | 黃金大獎賽 | 大獎賽 | 國際挑戰賽 | 國際系列賽 | 未來系列賽 | 其他 |

| 2018-2026年 | 總決賽 | 超級1000賽 | 超級750賽 | 超級500賽 | 超級300賽 | 超級100賽 | 國際挑戰賽 | 國際系列賽 | 未來系列賽 | 其他 |

### 世界冠軍頭銜
喬斌在羽毛球生涯中共奪得1項羽毛球世界冠軍頭銜。
| 賽事     | 奪冠次數 | 年份               |
| -------- | -------- | ------------------ |
| 湯姆斯盃 | 1        | 2018年（男子團體） |
| 總計     | 1        |                    |

## 備註
1. ↑  2015年11月，中國隊成員于小含在大运会上進行的兴奋剂A瓶尿检結果呈阳性，违禁药品为西布曲明，其所奪的两枚银牌被取消[8]。